# غونزالو فيرون
غونزالو فيرون (بالإسبانية: Gonzalo Verón)‏ (24 ديسمبر 1989 ببوينس آيرس في الأرجنتين - ) هو لاعب كرة قدم أرجنتيني في مركز الهجوم. لعب مع نادي سان لورينزو ونيويورك ريد بولز وسبورتيفو إيطاليانو ‏.

## وصلات خارجية
- غونزالو فيرون على موقع الاتحاد الدولي (مؤرشف)  (الإنجليزية)
- غونزالو فيرون على موقع الدوري الأمريكي (الإنجليزية)
- غونزالو فيرون على موقع إي إس بي إن إف سي (الإنجليزية)
- غونزالو فيرون على موقع قاعدة بيانات كرة القدم.إي يو (الإنجليزية)
- غونزالو فيرون على موقع Soccerway.com (الإنجليزية)
- غونزالو فيرون على موقع AS.com (الإسبانية)